# Центральный тибетский язык
Центральный тибетский язык, известный как дбус (тиб. དབུས་), ю (тиб. དབུས་སྐད་), ю-тсанг (тиб. དབུས་གཙང་སྐད་), является наиболее широко распространённым тибетским языком и основой стандартного языка.
Дбус и Ю — формы одного и того же названия. То есть по-тибетски название языка пишется как Дбус и произносится как Ю. Оба эти названия часто применяются специально в знак уважения к диалекту Лхасы.
Помимо лхаского диалекта существует множество взаимопонятных диалектов центрального тибетского языка, особо разнообразных вдоль границы и в Непале.

## Диалекты
- Валунгге (Halung, Halungge, Walongchung Gola, Walung, Walungchung Gola, Walungge, Walunggi Keccya) распространён в верхних долинах Гунса и Тамар района Тапледжунг зоны Мечи в Непале.
- Долпо (Dolkha, Dolpa Tibetan, Dolpike, Dolpo, Phoke Dolpa) распространён в долине реки Барбунг (деревни к северу и востоку от города Каг); в долине реки Тарап (север и деревня Ланг); за горами к западу от верхней долины реки Кали-Гандаки; ограничено югом Дхаулагири-Хималь и севером Тибета; в долине реки Сулигаг, на северной части деревни Ренги и территории озера; истоках реки Карнали; во многих малых деревнях долин рек Нангонг, Панзанг, Тарап и Барбунг района Долпа зоны Карнали в Непале.
- Лова (Glo Skad, Lhopa, Lo Montang, Loba, Loke, Lopa, Lowa, Loyu, Mustangi) распространён в районе Долпа зоны Карнали; в КРД Чуксанг (деревня Самар), в КРД Гхими, Тсаранг, Ло Мантанг, Суркханг, Чхошер, Чуннуп (диалект верхний мустанг); в КРД Кагбени, Миктинат, Дзонг (диалект бахрагаун); на территориях высоких долин средней дальности Тхакали, Гурунг, Магар; в округе Мустанг, на севере центральной территории реки Верхний Кали-Гандаки зоны Дхаулагири в Непале.
- Лхаса (Bhotia, Bhokha, Bod, Bod Skad, Byokha, Central Tibetan, Dbus, Dbusgtsang, Phoke, Pohbetian, Skad, Tebilian, Tibate, Tibetan, U, Wei, Weizang, Zang, Zang Wen) распространён в провинциях Цинхай, Сычуань и Тибетского Автономного района в Китае, в Бутане, а также в штатах Аруначал-Прадеш, Ассам, Дели, Сикким, Уттаракханд, на тибетской границе штата Химачал-Прадеш в Индии; в общине беженцев около китайской границы, главным образом в городах Непала Катманду и Покхара.
- Лхоми («Bho Te bhasha» (pej.), «Kar Bhote» (pej.), «Kath Bhote» (pej.), Lhoket, Lhomi, Shing Saapa, Syingsaaba) распространён в КРД (комитет развития деревень) Чепува (деревни Рукума, Чхумусур, Гумба, Чьямтанг, Чепува), в КРД Хатия (деревни Хатия, Хангунг, Пхаранг, Сьяксила, Симбунг, Намасе, Шипрунг); в самой южной деревне долин Сексум и Арун, а некоторые в Катманду, северной части района Санкхувасабха зоны Коши в Непале, в Тибетском Автономном округе в Китае, а также в округе Дарджилинг Западной Бенгалии в Индии.
- Мугом (Mugali, Mugom, Mugu, Mugum) распространён в Катманду; в городе Джумла района Джумла; в КРД Долфу, Кимри, Пулу, Мугу, Мангри района Мугу зоны Карнали в Непале, а также в округах Ладакх и Дхармшала штата Киннаур, округах Куллу и Манали штата Химачал-Прадеш в Индии.
- Нубри (Kutang, Kutang Bhotia, Larkye, Nubri) распространённа верхней реке Бури-Гандаки, от Намрунг к Самбо и Прок, на севере района Горкха зоны Гандаки в Непале. Имеет диалекты лхо, намрунг, прок, сама. Диалект бесписьменный.
- Тичуронг (Ticherong, Tichurong) распространён в бассейне реки Тули-Бхери района Долпа зоны Карнали в Непале. Диалект бесписьменный.
- Тхудам (Thudam, «Thudam Bhote») распространён в деревне Тхудам КРД Чепува района Санкхувасабха зоны Коши в Непале. Диалект бесписьменный.
- Хумла (Dangali, Humla, «Humla Bhotia» (pej.), Humli Khyampa, Phoke) распространён в Катманду; в деревнях к северо-западу от Симикот в направлении китайской границы, в деревнях немного северо-восточнее от Симикот района Хумла зоны Карнали и района Баджура зоны Сетхи в Непале. Диалект бесписьменный. Есть диалекты хумли-кхьямпа, ла-якба, лими, ньинба, верхний нумла.
- Цеку (Tseku, Tsuku, Tzuku) распространён в Тибетском автономном регионе, а также в Бутане.